# Imaginary Monsters
Imaginary Monsters es el tercer EP del grupo de synth rock canadiense The Birthday Massacre. Contiene tres nuevas canciones y cinco remixes. Fue lanzado el 9 de agosto de 2011. El álbum completo estuvo disponible para que se escuchara el Myspace del grupo el 4 de agosto de 2011.

## Listado de canciones
| N.º | Título                                                    | Duración |  |
| 1.  | «Forever»                                                 | 3:56     |  |
| 2.  | «Burn Away»                                               | 3:43     |  |
| 3.  | «Left Behind»                                             | 2:36     |  |
| 4.  | «Pale» (Kevvy Mental & Dave Ogilvie 'Rubber Unicorn' Mix) | 4:09     |  |
| 5.  | «Control» (Tweaker Mix)                                   | 3:32     |  |
| 6.  | «Shallow Grave» (Combichrist 'Good For Her' Mix)          | 4:33     |  |
| 7.  | «Pins and Needles» (SKOLD Mix)                            | 5:01     |  |
| 8.  | «Shallow Grave» (Assemblage 23 Mix)                       | 4:24     |  |
| 9.  | «In the Dark» (Music Video)                               | 3:40     |  |

## Concepción
Rainbow de The Birthday Massacre dijo que el álbum es «una reflexión del gusto creativo de la banda y que se trata de divertirse y de cosas coloridas de un modo agresivo y temeroso»
Las tres primeras canciones del álbum no habían sido completadas a tiempo por lo que no pudieran ser agregadas al anterior álbum, Pins And Needles. Imaginary Monsters también incluye remixes de Pins and Needles por Combichrist, SKOLD, Kevvy Mental & Dave Ogilvie, Tweaker y Assemblage 23. 
Sobre el título del EP, Rainbow dijo que «el título fue parcialmente inspirado por algunas de las dudas y miedos que teníamos que enfrentar y sobrellevar durante el año pasado»